# Paramacrolobium
Paramacrolobium es un género monotípico de plantas de la subfamilia Caesalpinioideae, familia de las legumbres Fabaceae. Su única especie, Paramacrolobium coeruleum (Taub.) J.Léonard, es originaria de África.

## Descripción
Es un árbol que alcanza los 5-40 m de altura, con fuste cilíndrico, y de 15 a 60 cm de diámetro, pero a menudo irregular, ramoso desde la base, con ramas ascendentes, apoyadas en la base; la corona con ramas colgantes.

## Distribución y hábitat
Se encuentra en los bosques siempre verde, bosques lluviosos en tierra firme; a los lados de los ríos en el bosque de Brachystegia, en el bosque de galería, a menudo formando grupos; a una altitud de 1-525 m de altura, en Angola, Camerún, República Centroafricana, Congo, Guinea, Kenia, Sierra Leona, Tanzania y Zaire.